# 金清泰
金清泰（1980年7月6日—）是一名韩国男子射箭运动员。他在2000年悉尼夏季奥运会中获得男子射箭团体比赛金牌。在男子个人赛中，他获得第五。